# Giuseppe Taddei
Giuseppe Taddei (* 26. Juni 1916 in Genua; † 2. Juni 2010 in Rom) war ein italienischer Opernsänger (Bariton). Sein Wirken umfasste mehr als ein halbes Jahrhundert; er sang rund 150 Rollen.

## Leben
Taddei wurde in Genua durch Giuseppina Lusso ausgebildet und debütierte im Alter von 20 Jahren am Opernhaus Rom als Heerrufer in Wagners Lohengrin unter Tullio Serafin, der zu seinen großen Förderern zählte. Nach ersten Erfolgen an italienischen Bühnen wurde seine Karriere durch den Zweiten Weltkrieg abrupt unterbrochen. Während des Krieges war er im italienischen Widerstand tätig und kämpfte als Partisan in den Alpen, wo er in deutsche Kriegsgefangenschaft geriet. Nach Weltkriegsende setzte er seine Laufbahn zunächst an der Wiener Staatsoper fort, seine Antrittsrolle war Rigoletto. Seit jener Zeit war er ein besonderer Liebling des Wiener Opernpublikums und gastierte an der Wiener Staatsoper jahrzehntelang bis 1990. 1948 trat er unter Herbert von Karajan erstmals bei den Salzburger Festspielen als Figaro in Le nozze di Figaro von Mozart auf.
Nach einem erfolgreichen Gastspiel in London folgte eine glanzvolle Laufbahn in seiner italienischen Heimat. An den Opernhäusern von Rom, Neapel, Turin, am Teatro La Fenice und vor allem an der Mailänder Scala feierte er Triumphe. Auch bei den Festspielen in der Arena von Verona und beim Maggio Musicale Fiorentino von Florenz sang er erfolgreich. Große Erfolge erzielte er bei Gastspielen in London, Paris, Rio de Janeiro und am Teatro Colón von Buenos Aires. An die Metropolitan Opera in New York gelangte er zwar erst 1985, sein dortiges Debüt als Falstaff aber wurde zu einem Triumph ohnegleichen.
Taddei trat noch in seinen 80er-Jahren immer wieder auf und präsentierte sich selbst als Neunzigjähriger noch dem Publikum. Am 2. Juni 2010 verstarb Giuseppe Taddei in seiner Wohnung in Rom.

## Stimme und Repertoire
Giuseppe Taddei besaß eine außergewöhnlich ausdrucksvolle Baritonstimme von großer Tonfülle und Verve. Er verfügte stimmlich und darstellerisch über ein besonderes Charakterisierungsvermögen. Durch sein überschäumendes Bühnentemperament und seine schauspielerische Darstellungskraft, verbunden mit seinen stimmlichen Qualitäten, gehört Taddei zu den großen Sängerdarstellern der Oper. Sein Repertoire umfasste neben den großen italienischen Baritonpartien vor allem aus den Opern Verdis auch einige Werke Mozarts und Partien von Richard Wagner, so lange diese in Italien noch in der Landessprache gesungen wurden.

## Bedeutung
Jürgen Kesting nannte ihn einen „zentralen Sänger“ unter den Baritonen des 20. Jahrhunderts. Der Wiener Gesangsexperte Gottfried Cervenka schätzte den Sänger besonders wegen dessen „spannendem, energiegeladenen“ Gesang. Taddei arbeitete mit fast allen großen Dirigenten und Sängerkollegen seiner Zeit zusammen.

## Gesamtaufnahmen (Auswahl)
- Rigoletto (Titelrolle)
- Macbeth (Titelrolle)
- Otello (Jago)
- Ernani (Carlo)
- Falstaff (Verdi) (Titelrolle)
- L’elisir d’amore (Dulcamara, Belcore)
- Pagliacci (Tonio)
- Tosca (Scarpia)
- Le nozze di Figaro  (Titelrolle)